# Cmentarz wojenny nr 195 – Szczepanowice
Cmentarz wojenny nr 195 – Szczepanowice – austriacki cmentarz wojenny z okresu I wojny światowej wybudowany przez Oddział Grobów Wojennych C. i K. Komendantury Wojskowej w Krakowie na terenie jego okręgu VI Tarnów.
Zaprojektowany przez Siegfrieda Hellera. Założony został wokół kapliczki z 1853 r. W siedmiu grobach zbiorowych i 14 pojedynczych pochowano tu 28 żołnierzy austro-węgierskich i 31 żołnierzy rosyjskich.

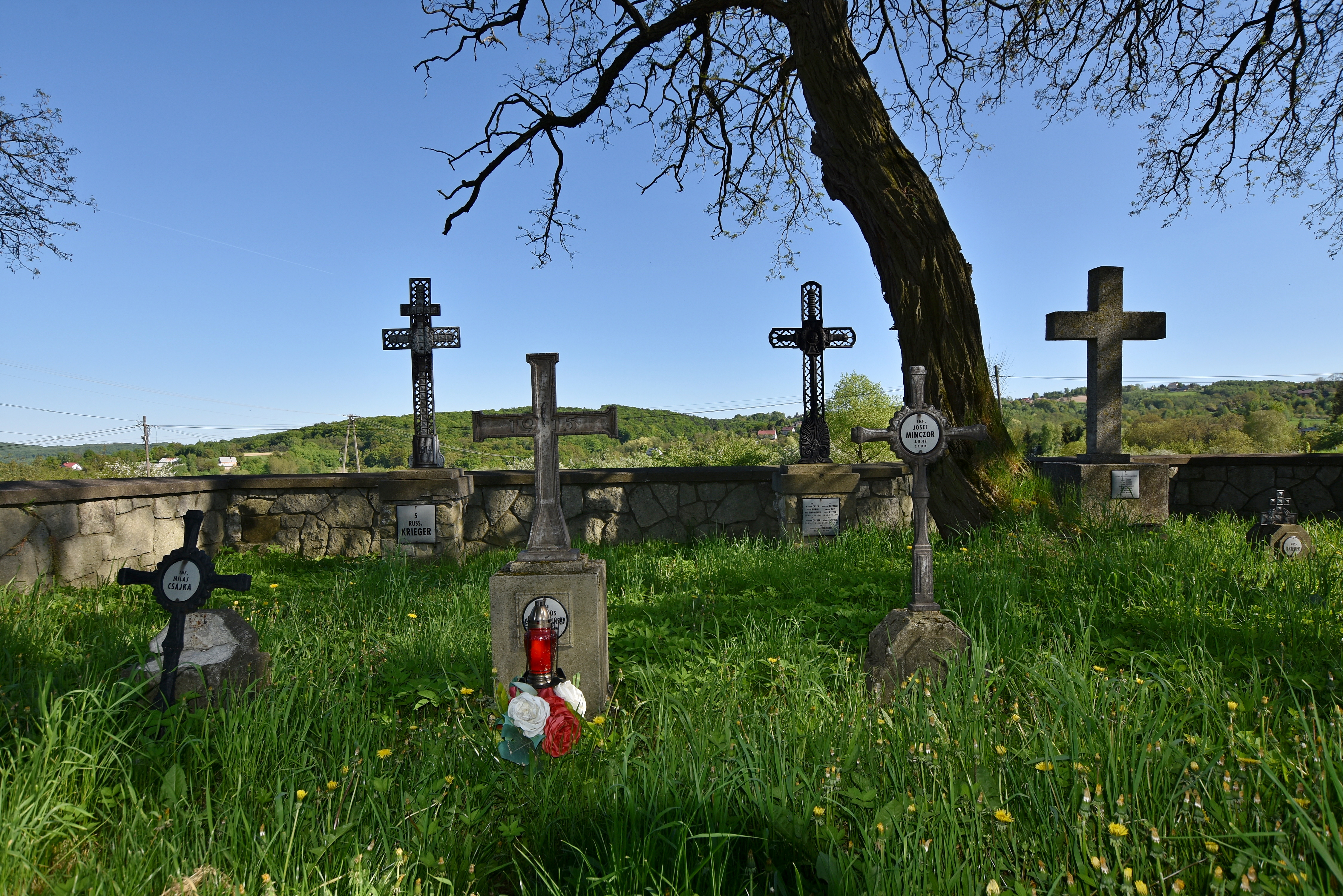
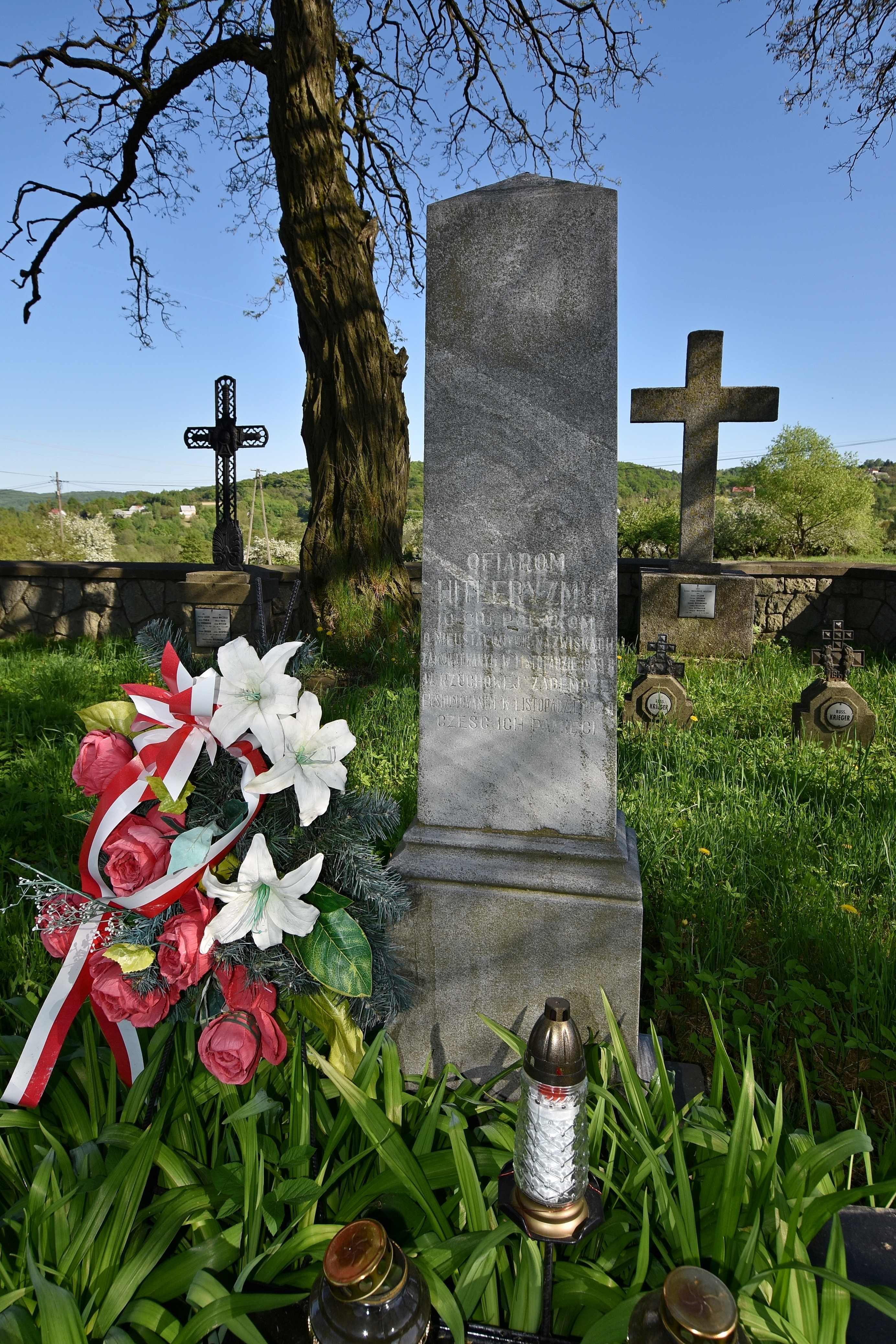
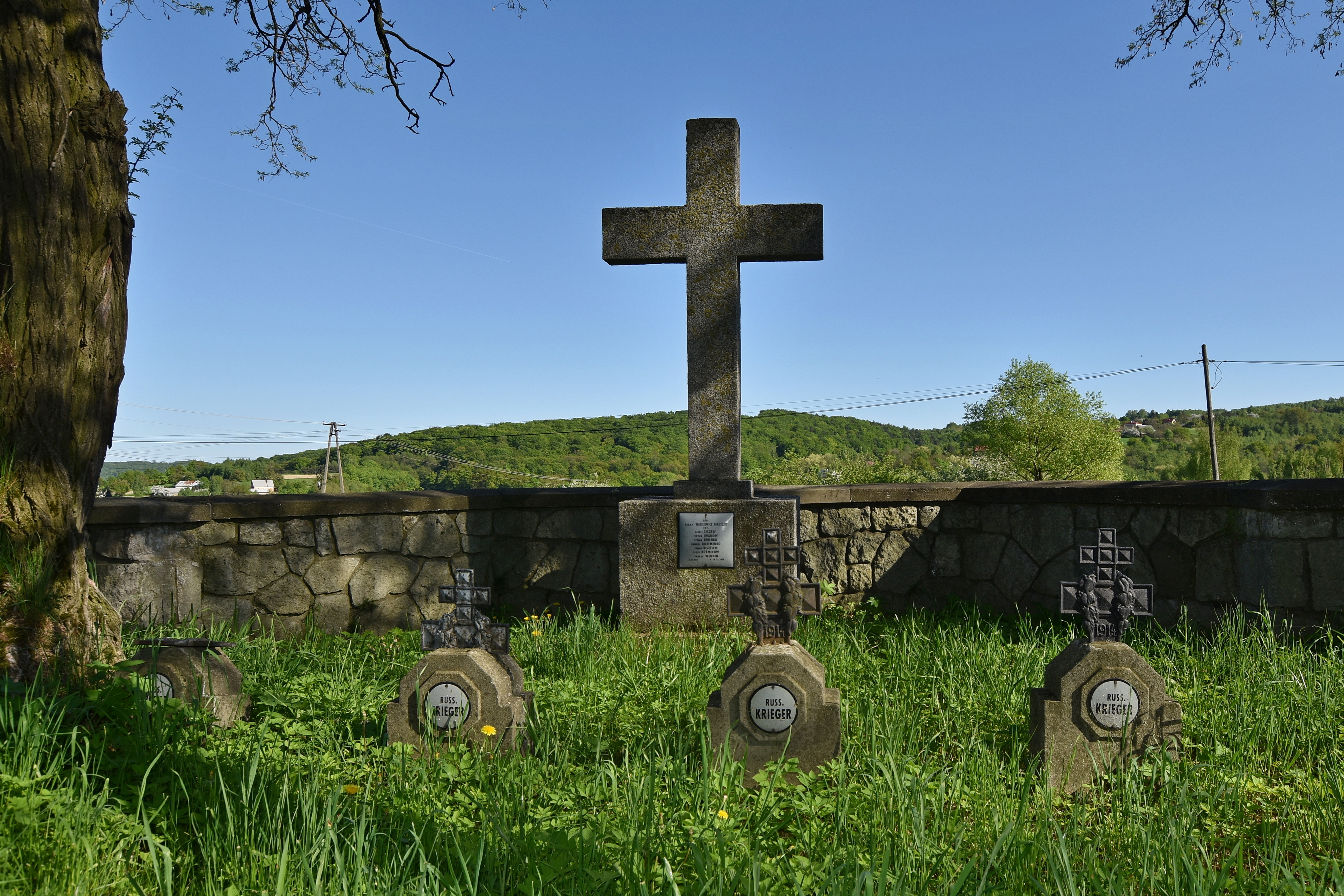